# Терновский поселковый совет
Терновский поселковый совет (укр. Тернівська селищна рада) — входит в состав Недригайловского района Сумской области Украины.
Административный центр поселкового совета находится в 
пгт Терны
.

## Населённые пункты совета
- пгт Терны
- с. Бабаково
- с. Владимировка
- с. Острый Шпиль
- с. Долина
- с. Ковшик
- с. Мазное
- с. Малая Череповка
- пос. Озёрное
- с. Холодное
- с. Шматово

## Ликвидированные населённые пункты совета
- с. Гай